# Козиевка (Киевская область)
Козиевка (укр. Козіївка) — село, входит в Обуховский район Киевской области Украины.
Население по переписи 2001 года составляло 117 человек. Почтовый индекс — 08725. Телефонный код — 4572. Занимает площадь 0,47 км². Код КОАТУУ — 3223185102.

## Местный совет
08725, Київська обл., Обухівський р-н, с. Красне Перше, вул. Радянська, 39